# دبليو. ألين واليس
دبليو. ألين واليس (بالإنجليزية: Wilson Allen Wallis)‏ هو اقتصادي أمريكي، ولد في 5 نوفمبر 1912 في فيلادلفيا في الولايات المتحدة، وتوفي في 12 أكتوبر 1998 في روتشستر في الولايات المتحدة.